# Alpin commun
Erebia epipsodea
Espèce
L'Alpin commun (Erebia epipsodea) est un lépidoptère appartenant à la famille des Nymphalidae, à la sous-famille des Satyrinae et au genre Erebia.

## Dénomination
Erebia epipsodea a été nommé par Butler en 1868.

### Nom vernaculaire
L'Alpin commun se nomme en anglais Common Alpine.

### Sous-espèces

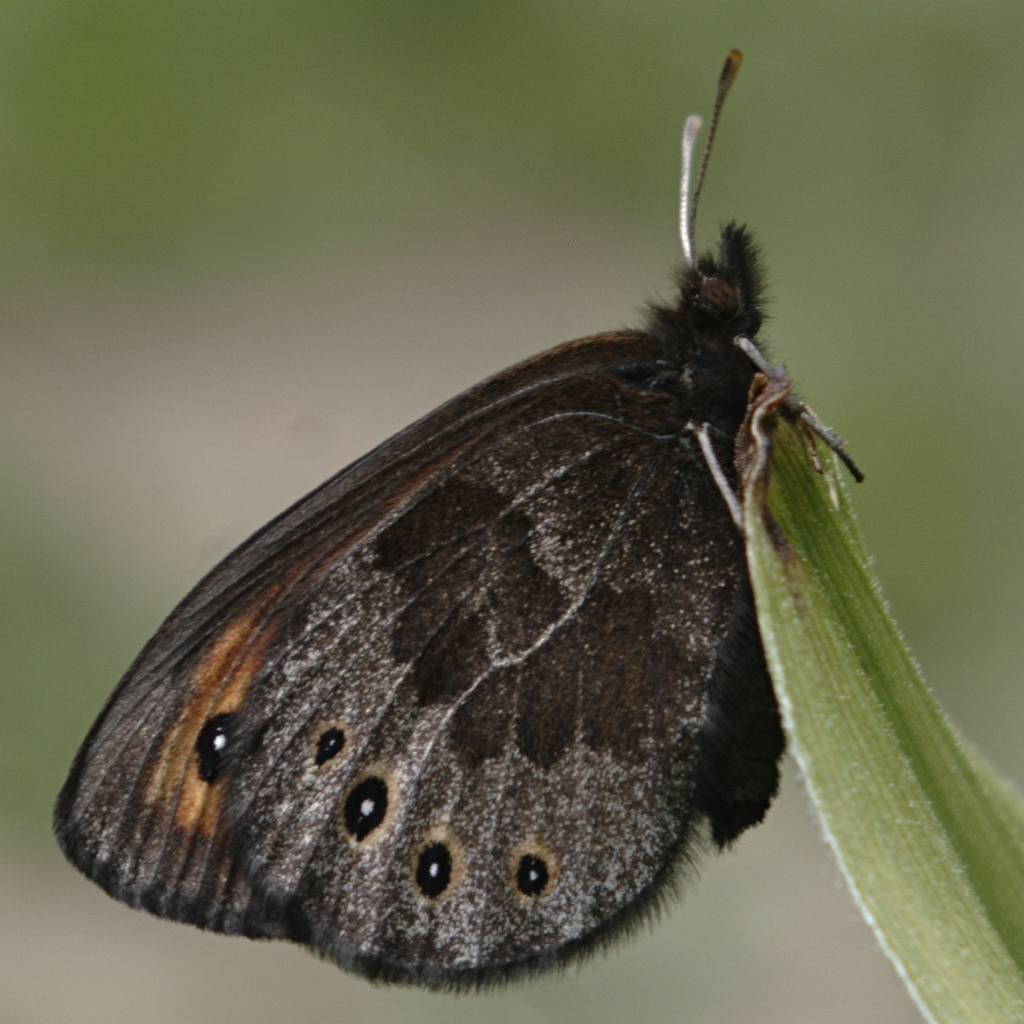
revers de l'Alpin commun

- Erebia epipsodea rhodia Edwards, 1871 ;
- Erebia epipsodea remingtoni Ehrlich, 1952 ;
- Erebia epipsodea hopfingeri Ehrlich, 1954 ;
- Erebia epipsodea freemani Ehrlich, 1954 [1].

## Description
L'Alpin commun est un papillon marron roux de taille moyenne (d'une envergure de 34 à 51 mm) avec une bande submarginale orange formée de la confluence des larges cernes orange qui entourent les ocelles noirs pupillés de blanc. Ils sont deux, gémellés, à l'apex de l'aile antérieure toujours présents. Un autre toujours dans la bande submarginale orange orange de l'aile antérieure et toute une série dans celle de l'aile postérieure.
Le revers est semblable avec les mêmes ocelles,,.

### Chenille
La chenille est vert pâle ornée d'une bande sombre sur le dos et de bandes marron et jaunâtres sur les flancs.

## Biologie

### Période de vol et hivernation
Il hiverne au second ou troisième stade de la chenille.
Il vole en une génération de juin à août, en certains lieux de mai à octobre,.

### Plantes hôtes
Les plantes hôtes des chenilles sont des graminées, des Poaceae.

## Écologie et distribution
Il est présent dans le nord-est de l'Amérique du Nord de l'Alaska au Colorado. Au Canada il se rencontre dans le sud-ouest du Manitoba, le Yukon et jusqu'en Colombie-Britannique. Aux USA il réside dans les Montagnes Rocheuses, dans l'État de Washington, l'Oregon, l'Idaho, le Montana, le nord et l'est de l'Utah et le nord du Nouveau-Mexique.

### Biotope
Il réside dans les prairies.

### Protection
Pas de statut de protection particulier.

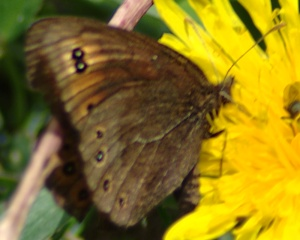
Alpin commun